# Sven Rosén (författare)
Sven Magnus Hjalmar Rosén, född 13 juni 1879 i Hällefors, död 4 november 1965 i Engelbrekts församling i Stockholm, var en svensk lärare, författare och översättare.
Rosén blev 1912 filosofie doktor i konsthistoria, var verksam som folkhögskolelärare till 1920, därefter som författare, föredragshållare och översättare.
Rosén är begravd på Norra begravningsplatsen utanför Stockholm. Han var far till konstnären Sven Olof Rosén (1908–1982).

## Skrifter
- Succession i simultana bilder: stilkritiska studier i antikens och renässansens konst (1912) [Diss. Lunds universitet]
- Folkbildningsproblemet: några synpunkter (Örebro, 1913)
- Äventyr i Akvilonien (Norstedt, 1923)
- Skånska minnen och intryck (1925)
- Lindblads lexikon : illustrerad uppslagsbok (utg.: Sven Rosén och Erich Hultén, Lindblad, 1925-1929)
- Det stora fängelset: en vidräkning med modern fångvård (under pseudonymen Captivus) (Wahlström & Widstrand, 1935)
- Svenskarnas språk och svenska språket (Beckman, 1946)

## Översättningar
- Knud Asbjörn Wieth-Knudsen: Feminismen: en sociologisk studie över kvinnofrågan från forntid till nutid (Almqvist & Wiksell, 1924)
- Albert Schwegler: Filosofiens historia i dess grunddrag (Almqvist & Wiksell, 1924)
- Fedor Fedorovič Raskolʹnikov: Sovjet-Ryssland S.S.S.R.: dess historia 1917-1923 (Almqvist & Wiksell, 1924)
- Pietro Gorgolini: Den italienska fascismen (Almqvist & Wiksell, 1924)
- Pearl Buck: Modern (Hökerberg, 1934)
- Erasmus av Rotterdam: Dårskapens lov (Encomium moriæ) (Björck & Börjesson, 1935)
- William J. Gibson: Stormigt liv (Wild career) (Wahlström & Widstrand, 1936)
- Frieda Hauswirth: Till Brahmas källa (A marriage to India) (Åsbrink, 1939)
- Pearl Buck: Den goda jorden: en kinesisk folklivsskildring (Hökerberg, 1939)
- William Shakespeare: Hamlet, prins av Danmark (Forntid och nutid, 1952)

### Fotnoter
1. 1 2 3  Sveriges dödbok, läst: 17 juni 2018.[källa från Wikidata]
2. 1 2 3  Sveriges folkräkning 1910, Riksarkivet, läs onlineläs online, läst: 3 maj 2019.[källa från Wikidata]
3. 1 2  Svenskagravar.se, läs online, läst: 17 juni 2018.[källa från Wikidata]